# Abia (nome)
Abia  è un nome proprio di persona italiano maschile.

## Varianti in altre lingue
- Ebraico: אֲבִיָה (Abijah, 'Aviyah, Avia)[2]
- Greco biblico: Ἀβιά (Abia)[2]
- Inglese: Abijah[2], Abiah[2]
- Latino biblico: Abia[2]
- Polacco: Abiasz, Abbijja, Abijja
- Portoghese: Abias
- Spagnolo: Abías

## Origine e diffusione
Nome rarissimo in Italia, deriva dall'ebraico אֲבִיָה ('Aviyah), che significa "mio padre è Yahweh". È di tradizione biblica, portato nell'Antico Testamento da diversi personaggi, sia uomini, sia donne, fra cui il secondo re di Giuda, un giudice d'Israele e la madre di Ezechia.
Va notato che coincide con il nome di Abia, una figlia di Eracle nella mitologia greca.

## Onomastico
Il nome è adespota e l'onomastico viene quindi festeggiato il 1º novembre, giorno di Ognissanti.